# Corydalis boweri
Corydalis boweri là một loài thực vật có hoa trong họ Anh túc. Loài này được Hemsl. mô tả khoa học đầu tiên năm 1894.